# Текумсе (Індіана)
Текумсе (англ. Tecumseh) — переписна місцевість (CDP) в США, в окрузі Віго штату Індіана. Населення — 778 осіб (2020).

## Географія
Текумсе розташований за координатами 39°33′57″ пн. ш. 87°25′48″ зх. д. / 39.56583° пн. ш. 87.43000° зх. д. (39.565794, -87.429999).  За даними Бюро перепису населення США в 2010 році переписна місцевість мала площу 6,73 км², з яких 6,53 км² — суходіл та 0,21 км² — водойми.

## Демографія
Згідно з переписом 2010 року, у переписній місцевості мешкало 658 осіб у 257 домогосподарствах у складі 197 родин. Густота населення становила 98 осіб/км².  Було 275 помешкань (41/км²).
Расовий склад населення:
| - 97,3 % — білих - 1,5 % — азіатів - 0,2 % — корінних американців |

До двох чи більше рас належало 1,1 %. Частка іспаномовних становила 1,1 % від усіх жителів.
За віковим діапазоном населення розподілялося таким чином: 22,0 % — особи молодші 18 років, 61,3 % — особи у віці 18—64 років, 16,7 % — особи у віці 65 років та старші. Медіана віку мешканця становила 46,9 року. На 100 осіб жіночої статі у переписній місцевості припадало 94,7 чоловіків;  на 100 жінок у віці від 18 років та старших — 98,1 чоловіків також старших 18 років.
Середній дохід на одне домашнє господарство  становив 68 648 доларів США (медіана — 66 216), а середній дохід на одну сім'ю — 82 465 доларів (медіана — 75 156). Медіана доходів становила 47 708 доларів для чоловіків та 40 833 долари для жінок. За межею бідності перебувало 6,9 % осіб, у тому числі 17,0 % дітей у віці до 18 років та 0,0 % осіб у віці 65 років та старших.
Цивільне працевлаштоване населення становило 333 особи. Основні галузі зайнятості: освіта, охорона здоров'я та соціальна допомога — 40,5 %, виробництво — 11,1 %, транспорт — 9,3 %, публічна адміністрація — 8,7 %.